# Čestmír Janošek
Čestmír Janošek (23. května 1935, Praha – 1. prosince 2019, Kolín nad Rýnem) byl český grafik, malíř, tvůrce objektů a instalací a ilustrátor. Roku 1968 emigroval se svou ženou Evou Janoškovou do Německa. Žil v Kolíně nad Rýnem.

## Život
Janošek studoval v letech 1950–1954 na Vyšší škole bytového průmyslu na Žižkově (prof. Rudolf Beneš, Alois Fišárek) a absolvoval roční přípravku pro vysoké školy umělecké u prof. Jaroslava Vodrážky (1955–1956). K žákům profesora Vodrážky patřili také Antonín Málek, Antonín Tomalík a Zbyšek Sion. V letech 1956–1962 studoval na Akademii výtvarných umění v Praze u prof. Vladimíra Sychry. K jeho spolužákům patřila jeho pozdější žena Eva Šedivá, Petr Bareš, James Janíček, Zdeněk Beran a krátce i Jaroslav Hovadík. Po ukončení studia absolvoval dva čestné roky (1962–1964) v ateliéru sochaře Karla Hladíka. Od roku 1958 se přátelil se skupinou Šmidrové a podílel se na jejich hudebních vystoupeních jako hráč na klarinet. V té době se seznámil s Vladimírem Boudníkem a později také s Robertem Piesenem a Mikulášem Medkem.
Roku 1960 se zúčastnil obou neveřejných výstav Konfrontace v ateliérech Jiřího Valenty a Aleše Veselého a roku 1964 Výstavy D v Nové síni. Samostatně vystavoval od roku 1963, kdy měl první autorskou výstavu v Klubu přátel umění v Mánesu. Po srpnové okupaci roku 1968 emigroval se svou ženou Evou Janoškovou do Německa a žil v Kolíně nad Rýnem. Je členem místního sdružení výtvarníků Künstler union Köln. V Německu se později rozvedl a znovu oženil. Jeho druhá žena pochází z Kolína.
Roku 1992 byly jeho práce, objevené náhodně při likvidaci Janoškova bývalého pražského ateliéru, vystaveny v Galerii Litera. Dosud největší Janoškova výstava proběhla v Praze, Chebu a Kolíně nad Rýnem roku 1995.

## Dílo
Janošek byl stejně jako celá jeho generace ovlivněn výstavou československé předválečné moderny „Zakladatelé českého moderního umění“ (1957) a jeho první olejomalby vycházejí z poučení kubismem a expresionismem. Pro Janoška je typické neustálé experimentování s výtvarnými technikami, z nichž některé jsou jeho originálním příspěvkem k modernímu českému umění. Je řazen k radikální skupině tvůrců českého informelu z počátku 60. let.
Koncem 50. let tvořil abstraktní obrazce na fotografických papírech chemickým procesem. Vycházely z gestuálních a tašistických postupů a později je uplatnil i v kresbách a malbě. Díky přátelství s Vladimírem Boudníkem se Janoškovy první pokusy s tiskem grafických listů uskutečnily přímo v Boudníkově ateliéru. Počátkem 60. let se zabýval strukturální grafikou a tiskl z matric netradičních formátů a ze zkorodovaných plechů a struktury kombinoval s leptem. Z počátku 60. let pocházejí také jeho monotypy (1961-1962), frotáže a muchláže (1961-1962) a abstraktní negativní kresby v černém poli vytvořeném s užitím sazí (Sazovky, 1960–1961).
Ve své materiálové tvorbě z první poloviny 60. let, která směřuje ke spiritualizaci hmoty světlem, převádí existenciální napětí struktur do transcendentálního symbolu hrotu, směřujícího vzhůru (Centrální princip, 1962-1963). Celá Janoškova série děl nazvaných Centrální princip vyjadřuje zájem autora dát chaosu řád. Základní bolestný pocit autor zaznamenal v obrazové hmotě v podobě vulkanických shluků a nánosů, do kterých zasahuje obnažujícími vrypy, které mohou být výrazem podvědomé nenávisti i touhy po proniknutí a přiblížení. Tvůrčí proces se soustřeďuje k akcentování středu jako symbolu uplatnění vnitřního modelu ve světě. Na pozadí díla je šifrovaná definice theismu jako pevného bodu a dramatická cesta z chaotické směsi ke světlu - Bohu. Do prostoru čnějící bílá špice má demonstrovat významnost tohoto poselství. Podle Františka Šmejkala je Centrální princip výrazem podvědomé touhy po dokonalosti a jistotě, rodící se z chaosu hrubě členěných rozrytých struktur, směřujících vzhůru k dokonalé hladkosti a vybroušenosti vrcholu. Polyvalentní symbolika může být realizací duchovního principu nebo konečným průsečíkem lidských možností ústících do finální jistoty smrti, ale nelze vyloučit i přítomnost erotických významů.
Tato spirituální dimenze tvorby má původ v Maritainově knize Umění a scholastika, která byla mezi umělci ne sklonku 50. let hojně čtena a diskutována zejména v okruhu Jiřího Valenty, Jana Koblasy a Mikuláše Medka.
Kolem poloviny 60. let se koncepce materiálových objektů u Janoška změnila a některé asambláže(Objekt-panenka, 1964, Malý svět, 1964, Velký objekt IV, 1966, ad.) se blíží hranici neodadaismu a pop-artu.
Od roku 1962 se zabýval vlastní technikou tzv. mrazovek, při které využívá přírodního procesu tvorby námrazy na matrici. Později v Německu tuto techniku dále rozvíjel.
Zabýval se výtvarným využitím betonu a v letech 1963–1968 vytvořil spolu s arch. Karlem Koubou reliéf v ubytovně střední průmyslové školy ve Vodochodech (zničeno při přestavbě areálu).
Po emigraci do Německa vytvořil sérii reliéfů z umělých hmot. V novém prostředí se prosadil až roku 1971, když začal pořádat akce se světelnými meditacemi, někdy s hudební složkou. Později se vrátil k malbě, ale světlo zůstalo jeho ústředním námětem při zobrazení většinou jediného, středově umístěného světelného kotouče (Obrazy světla). Janoškův přístup k práci je naplněný mnoha složitými významy a souvislostmi, které z Čech do Německa přinesl. Obrazy světla, namalované brilantním rukopisem a jasnými barvami jsou z jeho nejzralejších věcí. Technická a tvůrčí fantazie vyvrcholila u Čestmíra Janoška v pozdních pracích, ve kterých
ve zvýšené míře uplatnil zkušenosti nasbírané v průběhu let. Od roku 1979 dělal lepty kombinované s monotypy – Pocta kolínskému dómu, do kterých se promítá jednak zřejmé Janoškovo duchovní směřování, tak jeho nová osobní přátelství z okruhu Kolínské farnosti.

### Zastoupení ve sbírkách
- Národní galerie v Praze
- Museo Thyssen-Bornemisza, Madrid
- Alšova jihočeská galerie v Hluboké nad Vltavou
- Galerie Středočeského kraje v Kutné Hoře (GASK)
- Galerie hlavního města Prahy
- Galerie moderního umění v Hradci Králové
- Severočeská galerie výtvarného umění v Litoměřicích
- Galerie výtvarného umění v Chebu
- Galerie výtvarného umění v Ostravě
- Oblastní galerie Vysočiny v Jihlavě
- Oblastní galerie v Liberci
- Galerie Klatovy Klenová
- Západočeská galerie v Plzni
- Muzeum umění Olomouc

### Výstavy

#### Autorské
- 1963 Čestmír Janošek, Klub přátel umění v Mánesu
- 1967 Čestmír Janošek: Givrages, Sál Elektra, Praha
- 1967 Čestmír Janošek: Grafika, Oblastní galerie v Liberci
- 1968 Čestmír Janošek: Malířské a grafické dílo, Letohrádek Ostrov
- 1972 Čestmír Janošek: Licht meditation, Foyer im Ergeschoss, Kolín nad Rýnem
- 1973 Čestmír Janošek: Givragen (Vereisungen), Baukunst, Kolín nad Rýnem
- 1985 Čestmír Janošek: Bilder vom Licht, Sonderheft, Kolín nad Rýnem
- 1992 Čestmír Janošek: Fragmenty historie 60. let, Galerie Litera, Praha
- 1995 Čestmír Janošek: Praha - Kolín, České muzeum výtvarných umění, Praha, Galerie výtvarného umění v Chebu, Maternuhaus, Kolín nad Rýnem
- 1998 Čestmír Janošek: Mrazovky, Rabasova galerie Rakovník
- 2000 Čestmír Janošek, Galerie Ztichlá klika, Praha
- 2001 Čestmír Janošek: Mrazovky, Galerie Litera, Praha

#### Společné (výběr)
- 1960 Konfrontace I, Ateliér Jiřího Valenty, Praha
- 1960 Konfrontace II, Ateliér Aleše Veselého, Praha
- 1964 Výstava D, Galerie Nová síň, Praha
- 1964 Rychnov 1964, Zámek Rychnov nad Kněžnou
- 1965 Konfrontace III, Alšova síň Umělecké besedy, Praha
- 1965 Junge tschechische graphiker, 1. Teil, 2. Teil Skripturale Graphik, Alpbach
- 1966 Jarní výstava 1966, Mánes, Praha
- 1966 Nouvelle génération tchécoslovaque, Galerie Maya, Brusel
- 1966 Výstava mladých / Exposition des jeunes, Dům pánů z Kunštátu, Brno
- 1966 Junge tschechische Grafik, Galerie t, Heidelberg
- 1967 České umění XX. století ze sbírek Středočeské galerie, Dům umění města Brna, Zámek Nelahozeves
- 1967 Fantasijní aspekty současného českého umění, Oblastní galerie Vysočiny v Jihlavě, Galerie Václava Špály, Praha
- 1967 Nové výtvarné postupy, Dům umění města Brna
- 1967 Jeden okruh volby: Obrazy, sochy, objekty, grafika, kresby 1964-1967, Okresní muzeum, Písek
- 1968 Tschechoslowakische zeitgenössische Kunst, Frankfurt nad Mohanem
- 1968 Alternative attuali 3. Rassegna internazionale d´arte contemporanea. Aspetti della nuova scultura in Europa, Castello Spagnolo, L´Aquila
- 1968 Künstlergruppe arche mit 10 Malern aus Prag, Kunstkreis Hameln, Fritz-Henßler-Haus, Dortmund
- 1968 1. bienále výzkumu grafiky, Oblastní galerie Vysočiny v Jihlavě
- 1969 Phases, Oblastní galerie Vysočiny v Jihlavě, Krajská galerie, Hradec Králové, Dům umění města Brna
- 1970 Konstgruppen Grupp, Galleri 54, Göteborg, Alingsås konsthall, Alingsås
- 1972 Tschechische Künstler, Galerie Studio Orny, Mnichov
- 1974 Guderna, Hovadík, Janošek, Janošková, Koblasa, Květoň, Málek, Sehnal, Theimer, Valenta, Gallery Mira, Ottawa
- 1974/1975 Tschechische Künstler, Galerie Wendtorf-Swetec, Düsseldorf
- 1991 Český informel. Průkopníci abstrakce z let 1957-1964, Praha
- 1994/ Česká grafika šedesátých let, Palác Kinských, Praha
- 1994 Šedá cihla 66/1994 Exil, Galerie U Bílého jednorožce, Klatovy
- 1994 Ohniska znovuzrození, Městská knihovna Praha
- 1997 České imaginativní umění, Galerie Rudolfinum, Praha
- 1998 Český informel ve „Ztichlé klice“ 1958-1965 / Czech Informel at “Ztichlá klikaˮ 1958-1965, Galerie Ztichlá klika, Praha
- 1999/2000 Umění zrychleného času. Česká výtvarná scéna 1958 - 1968, Praha, Galerie výtvarného umění v Chebu
- 2003/2004 Umění je abstrakce. Česká vizuální kultura 60. let, Jízdárna Pražského hradu, Uměleckoprůmyslové muzeum, Brno, Muzeum umění Olomouc, Galerie U Bílého jednorožce, Klatovy
- 2004 Ohlédnutí, 2. část, Oblastní galerie v Liberci
- 2004/ Šedesátá / The sixties ze sbírky Galerie Zlatá husa v Praze, Dům umění města Brna
- 2007/2008 Soustředěný pohled / Focused View. Grafika 60. let ze sbírek členských galerií Rady galerií České republiky, Oblastní galerie v Liberci, Oblastní galerie Vysočiny v Jihlavě
- 2007/2008 Exotismy ve výtvarném umění XX. století v Čechách a na Moravě, České muzeum výtvarných umění, Praha, Galerie výtvarného umění v Hodoníně, Dům U Jonáše, Pardubice, Galerie výtvarného umění v Chebu
- 2008 České a slovenské výtvarné umenie šesťdesiatych rokov 20. storočia, Galéria Petra Michala Bohúňa, Liptovský Mikuláš
- 2008/2009 České a slovenské umění 60. let 20. století, Dům umění, Zlín, Dům umění, Ostrava
- 2009 Česká grafika šedesátých let ze sbírek Galerie moderního umění v Hradci Králové: Část I – Struktura a exprese, Galerie moderního umění v Hradci Králové
- 2015 Informel a jeho přesahy, Galerie výtvarného umění v Chebu
- 2015/2016 Šmidrové, Museum Kampa - Nadace Jana a Medy Mládkových, Praha
- 2016 Od Boudníka k dnešku: Česká strukturální grafika, Galerie Hollar, Praha
- 2017 Příliš mnoho zubů - České a slovenské umění šedesátých let ze sbírky Galerie Zlatá husa a Musea Kampa, Museum Kampa - Nadace Jana a Medy Mládkových, Praha
- 2018 Jaro. Československá výtvarná scéna 1966 - 1968, Galerie moderního umění v Roudnici nad Labem